# Scinax tropicalia
Scinax tropicalia — вид жаб з родини райкових (Hylidae). Описаний у 2021 році.

## Етимологія
Видова назва tropicalia натякає на тропічне середовище існування, а також є знаком пошани до бразильського революційного художнього руху Tropicália, який виник наприкінці 1960-х років.

## Поширення
Ендемік Бразилії. Поширений на південному сході країни в атлантичному лісі на півдні штату Баїя та у високогірному вологому лісі Серра-де-Батурите на північному сході штату Сеара.

## Опис
Самці завдовжки 30,8–39,7 мм. Спинний малюнок, що складається з коричневого фону з двома безперервними або розірваними поздовжніми темними коричневими плямами та міжкулярним маркуванням. Малюнок внутрішніх поверхонь стегон і гомілок складається із середніх та великих округлих або неправильних темно-коричневих плям на білому, світло-блакитному, світло-зеленому, світло-фіолетовому або світло-жовтуватому фоні.